# Sidi Hassan
Ne doit pas être confondu avec le beylerbey du XVIe siècle Hassan Pacha.
Sidi Hassan est un dignitaire de la Régence d'Alger, ayant régné comme dey de 1791 à 1798. Désigné dès lors sous le nom de Hassan Pacha, Baba Hassan Pacha ou Dey Hassan, il occupe les fonctions de Wakil al-kharadj (ministre chargé de la diplomatie et de la marine) en 1773, ainsi que celles de Khaznadji (Premier ministre et trésorier) en 1789 sous le dey Mohamed Ben Othmane dont il est le neveu et le fils adoptif. 
Il est le père de Lalla Khadidja (Khdawej El Amia) et de Lalla Fatma (épouse de Hussein Dey).

## Carrière ministérielle
Sidi Hassan est introduit aux hautes fonctions par Mohamed Ben Othmane comme intendant de sa maison. Lors de l'accession de Mohamed Ben Othmane au titre de dey, il devient son khaznadar (trésorier particulier) puis est nommé Wakil al-kharadj (ministre chargé de la diplomatie et de la marine). 
Sidi Hassan, alors Wakil al Kharadj, contribue dès 1776 à un rapprochement diplomatique avec la couronne d'Espagne. En 1789, il est nommé Khaznadji du dey, et acquiert le palais Dar Khdaouj El Amia pour sa fille.

## Dey d'Alger
Il succède à Mohamed Ben Othmane à la mort de ce dernier le 12 juillet 1791, il est alors appelé Dey Hassan ou Hassan Pacha. Le 16 septembre 1791, le roi des Français, Louis XVI, lui adresse une lettre de félicitations pour son « avènement à la dignité suprême de Dey » : « Les rares qualités dont vous êtes ornèz et les sentiments d'attachement que vous montrèz pour la nation française pouvoient seuls adoucir les regrets que nous a causé la perte de notre ancien ami, votre illustre prédécesseur. ». En 1792, il achève de reprendre Oran et Mers el Kebir aux Espagnols. Il donne au bey de l'ouest Mohamed el-Kebir le titre de bey d'Oran (et non plus de bey de Mascara) et lui remet une des plus hautes distinctions de l'État, l'insigne de la plume. Il fait bâtir le palais Dar Hassan Pacha en 1791 et fait de grand travaux de réaménagement au niveau de la mosquée Ketchaoua en 1794. Mal soigné d'un abcès au pied, il meurt de la gangrène le 14 mai 1798. 